# Tursan

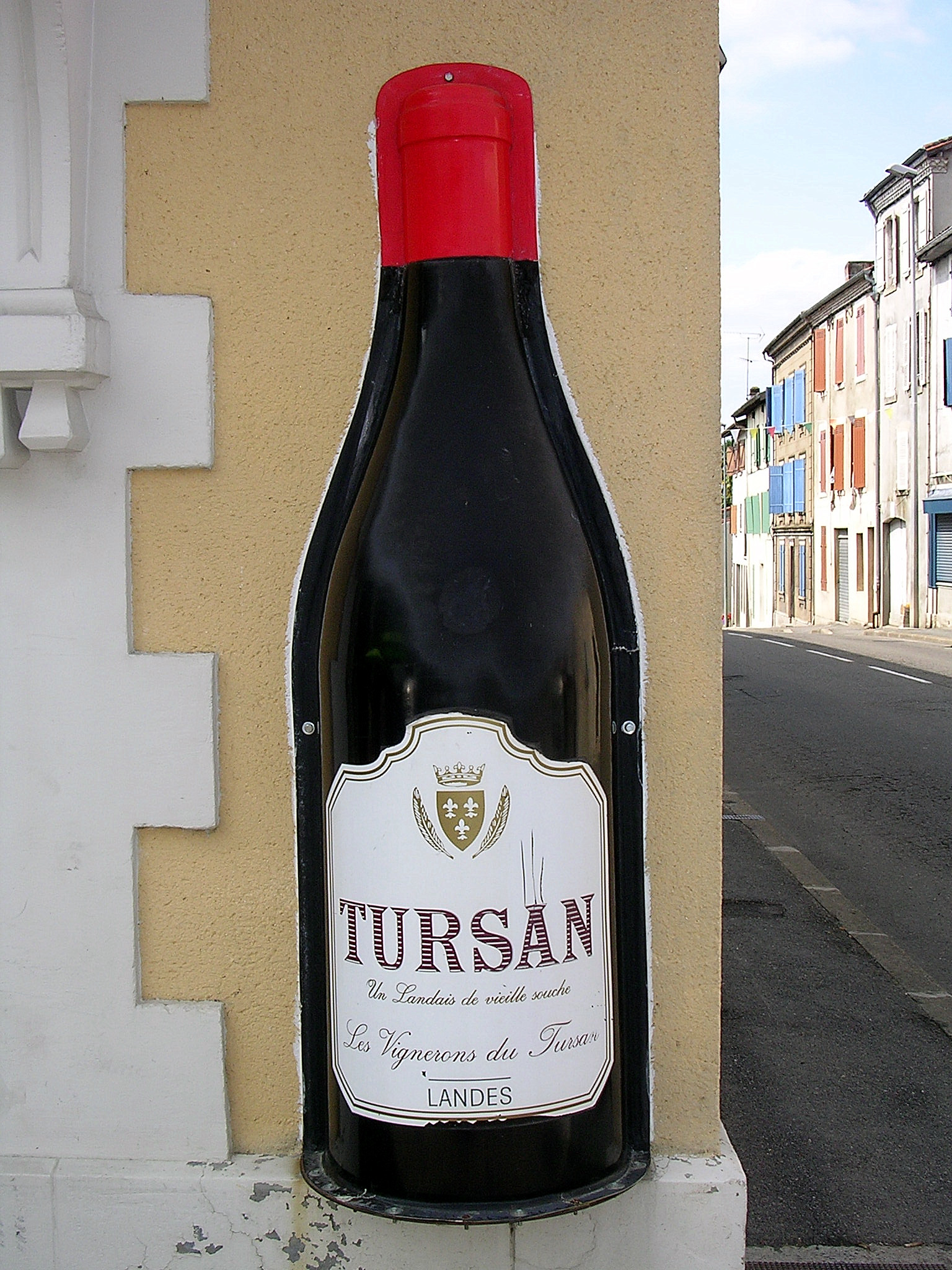
Wein aus Tursan

Tursan ist ein französisches Weinbaugebiet in der Region Sud-Ouest, die seit dem 11. Juli 1958 über den Status eines VDQS verfügt. Von den ca. 480 Hektar zugelassener Fläche sind momentan ca. 280 Hektar bestockt; im Mittel werden ca. 12.000 Hektoliter Qualitätswein erzeugt. Die Produktion teilt sich zu 65 Prozent auf Rotwein und Roséwein sowie 35 Prozent auf Weißwein auf.
Die Produktionszone liegt circa 35 Kilometer südöstlich von Mont-de-Marsan entfernt und umfasst 39 Gemeinden des Départements Landes und zwei Gemeinden des Départements Gers in der Region Sud-Adour am Fuße der Pyrenäen eingefasst von den Landes, der Gascogne und des Béarn.

## Rebsorten
- Die Rotweine werden aus den Rebsorten Tannat (maximal 30–40 %), Cabernet Franc und Cabernet Sauvignon gekeltert. Daneben ist noch die Sorte Fer Servadou zugelassen.
- Der Weißwein besteht zu 30 bis 90 Prozent aus der Rebsorte Baroque, Gros Manseng und Sauvignon Blanc (~10 %). Daneben sind noch in kleinen Mengen die Sorten Petit Manseng, Chenin Blanc (hier Cruchinet genannt), Claverie und Raffiat de Moncade zugelassen.
- Der Roséwein wird aus den Sorten Cabernet Franc und Cabernet Sauvignon hergestellt.

Im Allgemeinen haben die Weine wenig Alterungspotenzial und sollten nicht länger als zwei Jahre gelagert werden.

## Zugelassene Gemeinden
Département Landes:
- Aire-sur-l’Adour, Bahus-Soubiran, Buanes, Classun, Duhort-Bachen, Eugénie-les-Bains, Latrille, Renung, Saint-Agnet, Saint-Loubouer, Sarron, Vielle-Tursan.
- Arboucave, Bats, Castelnau-Tursan, Clèdes, Geaune, Lauret, Lacajunte, Mauries, Miramont-Sensacq, Pimbo, Pécorade, Payros-Cazautets, Philondenx, Puyol-Cazalet, Samadet, Sorbets, Urgons.
- Cazères-sur-l’Adour, Larrivière-Saint-Savin.
- Aubagnan, Serres-Gaston.
- Coudures, Eyres-Moncube (der Teil östlich des Flusses Gabas), Fargues, Montgaillard, Montsoué, Sarraziet.

Département Gers:
- Lannux und Ségos.